# エンパイア・マンション

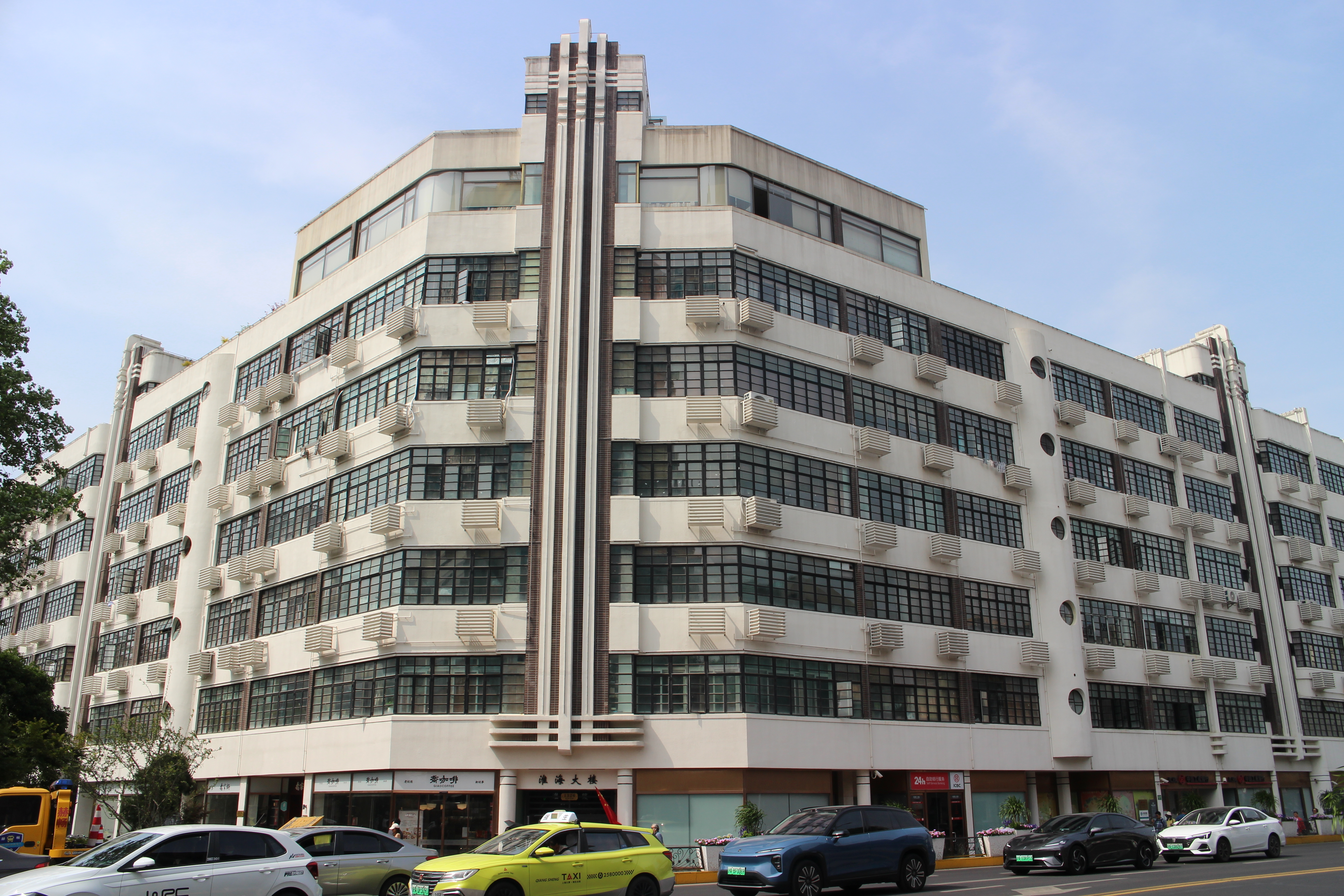
エンパイア・マンション

エンパイア・マンション（英語: Empire Mansions、中国語名は淮海大楼、旧名は皇家公寓）、は上海市淮海中路1326号にある集合住宅である。アール・デコ様式である。
このマンションは遅くとも1935年6月に竣工し、すぐ人気を博し、ほぼ満室になった。1949年以降、マンションは淮海大楼に改名された。1985年、住宅不足を緩和するために、マンションが一階分増築された。